# Cámara de Representantes de Nuevo Hampshire
La Cámara de Representantes de Nuevo Hampshire es la Cámara Baja de la Corte General del Estado de Nuevo Hampshire, Estados Unidos.

## Composición
La Cámara está compuesta por 400 miembros representando aproximadamente a cada 17.756 habitantes. Los miembros son electos por períodos de dos años con posibilidad de reelección consecutiva e indefinida.

## Liderazgo
El Orador de la Cámara es electo por el plenario generalmente por la bancada mayoritaria y tiene como potestades dirigir el debate y nombres los integrantes de las comisiones así como crear nuevas comisiones. Los líderes de mayoría y minoría son electos por sus respectivas bancadas.
- Datos: Q1525939
- Multimedia: New Hampshire House of Representatives / Q1525939